# Pariagroep
In de groepentheorie, een deelgebied van de wiskunde, zijn de pariagroepen zes sporadische enkelvoudige groepen die niet zijn gerelateerd aan de enkelvoudige monstergroep. De meeste van de 26 sporadische enkelvoudige groepen zijn ofwel ondergroepen ofwel  secties van de monstergroep. De pariagroepen vormen hierop een uitzondering.
Deze zes pariagroepen zijn:
- Drie van de janko-groepen, namelijk J1, J3 en J4.
- De Lyons-groep
- De O'Nan-groep
- De Rudvalis-groep